# Edmond Vullioud
Edmond Vullioud, né le 26 novembre 1956 au Chenit, au lieu-dit « Chez-le-Maître », est un comédien, metteur en scène et auteur suisse romand.

## Biographie
Edmond Vullioud, homme de théâtre, Prix culturel vaudois du théâtre 2017  diplômé du Conservatoire de Lausanne en 1978, participa la même année à la création, au côté de Philippe Mentha, du théâtre Kléber-Méleau.
A la faveur d'une série de représentations parisiennes produite par Alpha FNAC, il fut engagé au Théâtre National de Marseille, où il joua régulièrement jusqu'en 1988, sous la direction de Marcel Maréchal.
Après quatre spectacles au Théâtre populaire romand (saison 1993-1994), il interpréta de 1997 à 2002, sous la direction de Georges Wod, la quasi-totalité des rôles-titres des productions réalisées au Théâtre de Carouge.
Il a joué, mis en scène et décoré plus de cent cinquante spectacles. Il compte à son actif de nombreux enregistrements radiophoniques et cinématographiques.
Il fut président du syndicat suisse romand du spectacle de 1995 à 1998, membre - entre autres - des conseils de fondation d'Artes et Comœdia et de la Fondation d'art dramatique du canton de Genève. Il a siégé à la Fondation vaudoise d'aide sociale et culturelle du canton de Vaud où il présidait la Commission culturelle jusqu'en 2019. Il a été membre du comité de la Loterie romande jusqu'en décembre 2019.
Il publie un premier recueil de nouvelles en 2013 et un roman en 2019.

## Théâtre
Edmond Vullioud a travaillé dans les principales institutions théâtrales de Suisse romande, entre autres: les théâtres de Kléber-Méleau, de Vidy, de Carouge, le Théâtre de Poche à Genève, la Comédie de Genève, le Théâtre du Jorat à Mézière (VD), le Théâtre populaire romand à La Chaux-de-Fonds, Am Stram Gram à Genève, etc. Il a également travaillé à Marseille, Caen, Bordeaux et à Dijon.
Il participe à la création du Théâtre Kléber-Méleau et interprète le Capitaine Soliony dans Les Trois Sœurs de Tchékov, dans une mise en scène de Philippe Mentha. Le spectacle présenté à l'occasion de l'inauguration du théâtre en 1978.  Il collaborera avec ce dernier régulièrement tout au long de sa carrière.
En 1980 il crée de rôle de W.B. dans La vie rêvée de W.B. de Claude Broussouloux, montée par Fabbio Paccioni. Par la suite il est engagé dans plusieurs spectacles dirigés par Marcel Maréchal au Théâtre National de Marseille La Criée : entre autres, il joue en 1982-1983 Aramis dans Les Trois Mousquetaires et le spadassin Lampourde en 1987 dans Le Capitaine Fracasse d'après Théophile Gautier.
Il collabore avec Dominique Pitoiset lors des deux premières tournées internationales de sa Compagnie: au Théâtre National de Bourgogne, il interprète Acaste dans  Le Misanthrope de Molière (1990) et joue dans Timon d'Athènes de Shakespeare (1991). Il est l'Exempt dans Tartuffe, en 2003 au Théâtre de Carouge et en 2004 au Théâtre National de Bordeaux.
Il travaille avec Éric de Dadelsen lors de la création du Théâtre du Préau à Caen. Entre 1993 et 1994 il participe à plusieurs spectacles du Théâtre populaire romand: il tient le rôle d'Octavio dans La Brillante soubrette de Carlo Goldoni (mise en scène de Gino Zampieri) et celui de Lord Clinton dans Marie Tudor de Victor Hugo. En 1995, au Théâtre du Jorat, il incarne le Diable dans L’histoire du soldat de Charles-Ferdinand Ramuz et Igor Stravinsky sous la direction de Jean Chollet (1995).
Entre 1997 et 2002, il participe à tous les spectacles présentés dans la grande salle du Théâtre de Carouge, sous la direction de Georges Wod. Entre autres, il joue Michel dans Les parents terribles de Jean Cocteau (1999), Oreste dans Andromaque de Jean Racine (2000), Bellac dans L'Apollon de Bellac de Jean Giraudoux (2002).
On le voit dans plusieurs spectacles montés par Gianni Schneider. Citons entre autres son interprétation de Triletski dans Platonov d'Anton Tchekhov en 2007 ou en 2012 celle de Hindenboroug dans la pièce de Brecht La Résistible Ascension d'Arturo Ui, au Théâtre de Vidy.
En 2017, dans le cadre des festivités du 500ème anniversaire de la Réforme, il crée et interprète le spectacle Luther à table.

## Cinéma
Edmond Vullioud apparaît dans une douzaine de productions de cinéma ou de télévision.
Il joue son propre rôle dans Sauve qui peut (la vie) (1983) de Jean-Luc Godard et dans Mort un dimanche de pluie (1986) de Joël Santoni. En 2004 il joue l'homme de l'hôtel dans le film de Frédéric Schoendoerffer, Agents secrets. A deux reprises il collabore avec Francis Reusser : en 2007 il joue Louis XV dans Voltaire et l'Affaire Calas et en 2012 le personnage de Dan Servais, fortement inspiré du cinéaste lui-même, dans Ma nouvelle Héloïse.
En 2017, dans le film Un Juif pour l'exemple, il interprète le rôle de Pierre Chessex, père de Jacques Chessex, l'auteur du roman éponyme.

## Littérature
Edmond Vullioud publie chez l'Âge d'homme (Lausanne) en 2013 un recueil de douze nouvelles, Les amours étranges, très bien accueilli par le public et la presse. Ces récits mettent en scène le désir et les chemins parfois étranges qu'il prend pour se manifester. En 2017 paraît sa comédie Luther à table, tirée des Tischreden de Martin Luther et en 2019 son premier roman, SAM, chez BSN Press (Lausanne).